# خط سكة حديد الباني وسسكويهانا
خط سكة حديد الباني وسسكويهانا كان خط سكة حديد يمتد من ألباني إلى بينغهامتون، التشغيل من 1851 حتي 1870.

## تاريخ
بدأ البناء يوم 19 أبريل 1851 من ألباني إلى مفرق سكوهاري، نيويورك، على مسافة 35 ميلا (56 كيلومترا). وقد استكملت هذه المرحلة في عام 1863. وتم تمديد خط السكة الحديد لبينغهامتون في عام 1869، مما زاد من طول الخط إلى 143 ميلا (230 كيلومترا).

## جي بي مورجان
في عام 1869، خط السكة الحديد، يشغل الآن المسافة بين ألباني وبينغهامتون، كان محور صراع مرير. على الرغم من كونه خطا صغيرا نسبيا، الا أنه كان يربط أربع خطوط أكبر منه باتجاه الجنوب لمناجم الفحم في ولاية بنسيلفانيا، وأحد هذه الطرق هو إيري، يعود ملكيته لجاي جولد. عند انتهاء انشائه في عام 1868، أدرك جولد قدرته على الوصول إلى أسواق كل من إنجلترا الجديدة والفحم في ولاية بنسيلفانيا، وأراد أن يضيف خط الباني وسسكويهانا إلى خط إيري.
في صيف عام 1869، بدأ جاي جولد وجيم فيسك في شراء أسهم في خط الباني وسسكويهانا، هادفين إلى تجميع حصة غالبة وتثبيت رجالهم في مجلس الإدارة والسيطرة. وكان رد فعل رئيس خط الباني وسسكويهانا في ذلك الوقت، يوسف اتش رمزي، لمحاولة جولد وفيسك عبارة عن إصدار الآلاف من الأسهم المقيدة في كتب الشركة لمؤيديه؛ ثم سرب رمزي الكتب من مكتبه ودفنها في مقبرة ألباني. غولد وفيسك، ساخطين من تصرفاته، تسببا في تعليق رئاسته لخط الباني وسسكويهانا عبر قاض كانوا يسيطرون على في المحكمة العليا لولاية نيويورك، جورج جي بارنارد. رد رمزي بالتقدم إلى قاضي ألباني روفوس ويلر بيكهام، كلا الجانبين في محاولة لاخضاع خط الباني وسسكويهانا لسيطرة موالين. نجح بيكهام، عبر إصدار أمره أولا بفارق دقائق معدودة.
لاحقا، هجم فيسك على مكاتب خط الباني وسسكويهانا في ألباني مصحوبا بقطاع طرق ماجوريين، من ثم اقتيد إلى مخفر الشرطة من قبل موظف في الخط متنكر كرجل شرطة. حالما خرج من السجن، عاد فيسك إلى المقر الرئيسي للخط مع امر تقيدي وقعه القاضي بارنارد مصحوبا بمجموعه جديدة من قطاع الطرق. قاموا بالسيطرة على محطة الخط ببينغهامتون، ثم سرقوا قطارا، وانطلقوا باتجاه نهاية الخط في ألباني، مسيطرين على المحطات خلال رحلتهم؛ فقام العاملون بالخط بقلب تحويلة لتعطيل القطار. التقى فيسك ومجندوه مع خصومهم، العاملون بالخط، في نفق بالقرب من هاربورزفيل، وشرعوا في مهاجمة بعضهم مستخدمين مختلف أنواع الاسلحة حتى امر الحاكم ميليشيا الولاية بتولي مسؤولية الخط.مورجان، الذي كان قد رتب رهن للخط بقيمة 500,000$ وعين كوصي، وصل إلى نيويورك في 1 سبتمبر وجند من قبل أنصار رمزي. تحت اسم دابني - مورجان قام بشراء ست مئة سهم بخط الباني وسسكويهانا واتصل بالمساهمين الموالين لرمزي، مؤكدا على انهم أو وكلاء يمثلوهم يكونوا حاضرون للاجتماع السنوي الذي عقد في 7 سبتمبر. مشرفا شخصيا على عملية التصويت، انُتخب مورجان نائب رئيس ومديرا للخط. رد جولد وفيسك عبر إجراء انتخبات منفصلة صوت فيها الموالون لهم. وصلت القضية إلى المحكمة العليا لولاية نيويورك التي حكمت لصالح انتخابات مجموعة رمزي، لاحقا اجر مورجان الخط إلى شركة قناة ديلاوير وهودسون في 24 فبراير، 1870 لمدة تسعة وتسعون عاما، مخرجا الشركة من اللعبة. اندمجت الشركة مع خط سكة حديد ديلاوير وهودسون في 2 يوليو 1945.
‌